# Pavel Veniger
Pavel Veniger (* 22. září 1967) je bývalý český fotbalista. Po skončení aktivní kariéry působil na regionální úrovni jako trenér.

## Fotbalová kariéra
V československé lize hrál za SK Slavia Praha. Nastoupil v 1 ligovém utkání. Ve druhé lize hrál za SK Xaverov Praha, FK Chmel Blšany a FK Švarc Benešov.

## Ligová bilance
| Ročník                                   | Zápasy | Góly | Klub             |
| ---------------------------------------- | ------ | ---- | ---------------- |
| 1. československá fotbalová liga 1990/91 | 1      | 0    | SK Slavia Praha  |
| 2. česká fotbalová liga 1993/94          | -      | 1    | SK Xaverov Praha |
| 2. česká fotbalová liga 1995/96          | 14     | 0    | FK Chmel Blšany  |
| 2. česká fotbalová liga 1995/96          | 12     | 0    | FK Švarc Benešov |
| CELKEM 1. liga                           | 1      | 0    |                  |